# Шевченко Тарас Григорович (металург)
Тара́с Григо́рович Шевче́нко (*3 вересня 1954, Новоселівка)  — Герой України, директор Маріупольського металургійного комбінату (ММК) імені Ілліча Групи Метінвест (з 2017). Заслужений металург України.
У 2000—2002 роках був головним інженером, від 2002 р. — генеральним директором акціонерного товариства «Алчевський металургійний комбінат».

## Державні нагороди
- Звання «Герой України» з врученням ордена Держави (21 листопада 2007) — за значний внесок у розвиток металургійної промисловості, спорудження і введення в дію киснево-конверторного цеху Алчевського металургійного комбінату, високий професіоналізм[1]
- Орден «За заслуги» III ст. (21 грудня 2006) — за значний особистий внесок у розвиток вітчизняної металургійної промисловості, багаторічну сумлінну працю[2]
- Заслужений металург України (15 липня 2004) — за значний особистий внесок у зміцнення економічного потенціалу України, досягнення високих виробничих показників, забезпечення випуску конкурентоспроможної металургійної продукції, багаторічну сумлінну працю[3]